# Casearia pauciflora
Casearia pauciflora är en videväxtart som beskrevs av Jacques Cambessèdes. Casearia pauciflora ingår i släktet Casearia och familjen videväxter. Inga underarter finns listade i Catalogue of Life.